# Volare Airlines
Volare S.p.A. war eine italienische Fluggesellschaft mit Sitz in Mailand und ein Tochterunternehmen der Alitalia.

## Geschichte

### 1997 – Gründung

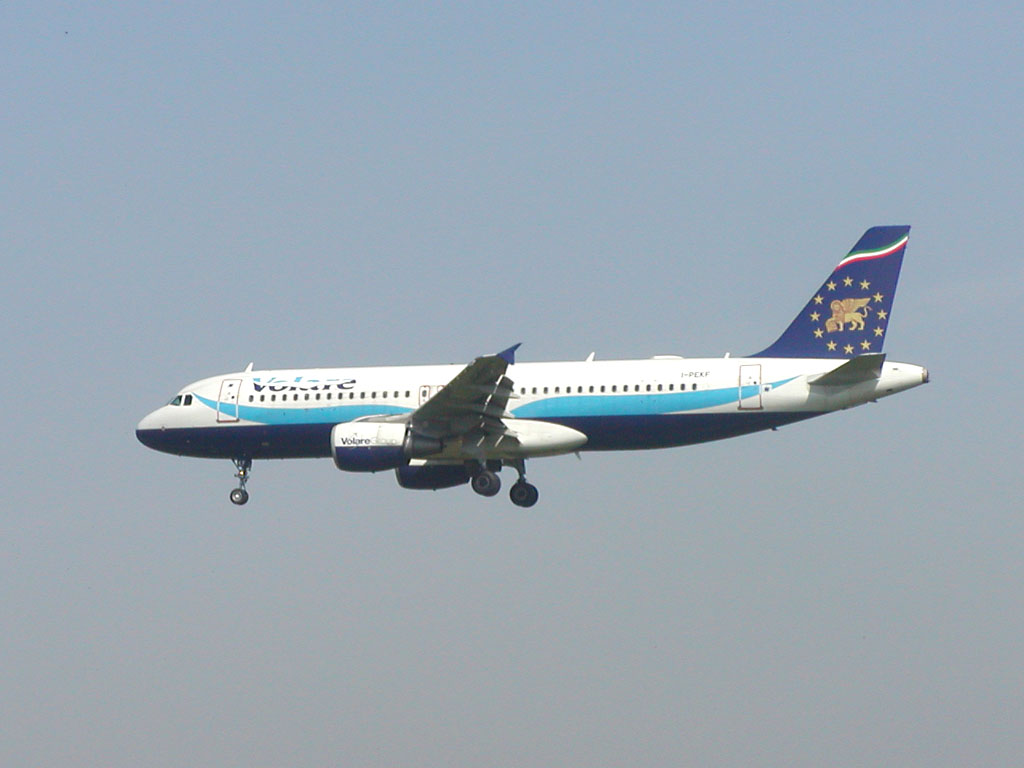
Ein Airbus A320-200 in der Lackierung der ehemaligen Volare Airlines

Volare Airlines wurde 1997 von einer Gruppe norditalienischer Unternehmer in Thiene gegründet und nahm am 3. April 1998 den Charterflugbetrieb mit Flugzeugen vom Typ Airbus A320 auf. Innerhalb kürzester Zeit konnte das Streckennetz auf verschiedene Ziele in West- und Mitteleuropa sowie im Mittelmeerraum ausgedehnt werden. Auf Grund des guten Geschäftsverlaufs entschloss man sich 1999, auch Linienflüge anzubieten, vor allem zwischen dem italienischen Festland und Sardinien. Vom Drehkreuz in Venedig, von Mailand und Rom aus bot man bald auch Linienflüge zu etlichen Destinationen in Italien und Europa an.
Im August 2000 wurde die Holding Volare Group gegründet, unter deren Dach neben Volare Airlines auch die neuerworbene Charterfluggesellschaft Air Europe tätig war. Air Europe war 1989 gegründet worden und bot bis zur Betriebseinstellung Ende 2008 Charter- und Linienflüge in die Karibik und nach Ostafrika an. Die Volare Group hatte 2003 knapp 1.400 Mitarbeiter und verfügte über insgesamt 24 Flugzeuge. Im Charterbereich war sie mit einem Marktanteil von 38 % der Marktführerin in Italien.

### 2003 – Neuausrichtung
Im Rahmen der Krise der Luftfahrtindustrie nach den Terroranschlägen am 11. September 2001 traten auch bei Volare Airlines erste Probleme im traditionellen Geschäftsbereich auf. Da gleichzeitig in Europa die Billigfluggesellschaften Gewinne erwirtschafteten, entschied sich die Volare Group für die Gründung einer eigenen Billigfluggesellschaft. Am 5. Februar 2003 wurde Volareweb.com gegründet und nahm am 30. März 2003 den Flugbetrieb auf. Aufgrund der Erfolge in diesem Geschäftsbereich wurde wenige Monate später das komplette Fluggeschäft der Volare Airlines durch Volareweb.com übernommen.
Der Wettbewerb im italienischen Billigflugsegment sollte sich jedoch noch verschärfen: Die etablierte Billigfluggesellschaft Ryanair nahm am 28. Januar 2004 mit Rom-Ciampino neben Mailand-Bergamo die zweite italienische Basis ins Flugprogramm auf und setzte auf Tiefstpreise. Im Jahr 2004 konnte Volareweb.com die Krise der staatlichen italienischen Fluggesellschaft Alitalia nicht ausnutzen und kam selbst in finanzielle Bedrängnis. Die Krise bei Volareweb.com wurde in wenigen Wochen im Oktober 2004 deutlich: Nachdem noch am 15. und zuletzt am 24. September für den 31. Oktober 2004 neue Strecken angekündigt worden waren, wurde am 12. Oktober der Plan für eine dieser neuen Strecken (Mailand-Bukarest) aufgegeben. Vom 16. Oktober 2004 an wurden die Deutschland-Verbindungen eingestellt, wobei die Fluggäste erst am Vorabend darüber informiert worden waren.
Am 19. November 2004 stellte die Volare Group (also auch Air Europe) den Flugbetrieb ein und stellte einen Insolvenzantrag. Daraufhin wurde der Fluggesellschaft für einen Monat die Fluglizenz entzogen. Wie im Fall der Alitalia gewährte die italienische Regierung indirekte Hilfen für einen Neuanfang. Am 1. Juni 2005 nahm Volareweb.com mit zunächst zwei Airbus A320-200 von Mailand-Linate aus den Flugbetrieb nach Neapel, Bari, Brindisi und Catania wieder auf. Auch Air Europe ging wieder mit Langstreckenflügen an den Start.

### 2005 – Übernahme durch Alitalia
Im Dezember 2005 begann eine Übernahmeschlacht um die Volare Group, die Alitalia gegen den erbitterten Widerstand der Air One für sich entscheiden konnte. Alle Unternehmen der Volare Group und die Holding selbst wurden am 14. April 2006 durch die neue Aktiengesellschaft Volare S.p.A übernommen, die Alitalia gehört. Unter dem Markennamen Volareweb.com wurden bis zum 12. Januar 2009 von Mailand-Malpensa aus Billigflüge zu italienischen und europäischen Zielen angeboten. Um den Langstreckenbereich kümmerte sich weiterhin Air Europe, die allerdings im Dezember 2008 den Flugbetrieb einstellte. Seitdem wurden die Flugzeuge der Volare S.p.A. nur noch im Streckennetz der Alitalia unter deren Namen eingesetzt.
Im Februar 2015 wurde die Gesellschaft aufgelöst und inklusive der Flotte in Alitalia integriert.

## Flotte
Zuletzt bestand die Flotte der Volare Airlines im Februar 2015 aus einem Flugzeug des Typs Airbus A320-200, das für Alitalia betrieben wurde. Insgesamt betrieb die Volare Airlines während ihrer Zeit total 49 Flugzeuge:
- 33 Airbus A320-200
- 03 Airbus A321-200
- 07 Airbus A330-200
- 02 Boeing 757-200
- 03 Boeing 767-300
- 01 McDonnell Douglas MD-83

## Zwischenfälle
Am 5. Mai 2006 brannte unter anderem eine Airbus A320-200 in einem Hangar am Flughafen Brüssel-Zaventem aus, vom Brand betroffen waren auch eine Lockheed C-130 der Belgische Luftstreitkräfte und drei Airbus A320 der Hellas Jet, Armavia und Armenian International Airways.